# Ana Milán
Ana Belén García Milán, més coneguda com a Ana Milán (Alacant, País Valencià, 3 de novembre de 1973), és una actriu, presentadora, model, periodista i escriptora espanyola.

## Biografia
Encara que va néixer a Alacant, va viure els primers 8 anys de vida a la ciutat d'Almansa (Albacete). És la petita de tres germans. Es va llicenciar en Periodisme en quatre anys, per l'actual Universitat Cardenal Herrera CEU per acabar sent actriu. Va anar a viure a Madrid i gairebé immediatament va debutar al món televisiu al programa La Central d'Antena 3 al costat de Jesús Vázquez, treball que va compaginar desfilant com a model per als dissenyadors Devota & Lomba i Manuel Piña a la Passarel·la Cibeles de Madrid. Al mateix temps, va començar a fer els primers passos en el món de la interpretació amb personatges puntuals en sèries de gran èxit com a Policías i Compañeros a Antena 3.
En acabar, es va enrolar a la companyia 5mujeres.com (2002), obra teatral que es va representar per tot Espanya. Va formar part del repartiment inicial que va estrenar l'obra a Bilbao i que va completar dues temporades en el Teatre Alcázar de Madrid, on va arribar a interpretar cadascun dels cinc monòlegs. En aquesta obra teatral va coincidir amb Nuria González. Posteriorment es va incorporar al repartiment fent gira per tot Espanya.
A més, va aparèixer entre fogons com a presentadora del programa de cuina Nunca has roto un plato emès per Canal +, en què entrevistava famosos mentre cuinaven.
No obstant això, la fama li arribaria amb la sèrie d'humor Camera Café de Telecinco, en la qual va compartir protagonisme amb Arturo Valls, Esperanza Pedreño, Luis Varela o Carolina Cerezuela, entre d'altres. En aquesta sèrie interpretava el paper de Victoria de la Vega, directora de Màrqueting entre el 2005 i el 2009.
Al mateix temps, li va atorgar una gran popularitat la telenovel·la, Yo soy Bea, emesa per Telecinco, en la qual participaven actors com Ruth Núñez, Alejandro Tous, Mónica Estarreado, Norma Ruiz o José Manuel Seda. En aquest cas, interpretava Sandra de la Vega, una de les accionistes de la revista i filla d'un dels fundadors, que comença a fer feina com a netejadora amb la identitat de Sonsoles Prieto, personatge al qual va donar vida durant el 2006 i el 2007.
El 2008 va començar a interpretar a Olimpia, la professora d'anglès de l'institut Zurbarán, de la sèrie Física o Química, emesa per Antena 3, en la qual participaven actors com Olivia Molina o José Manuel Seda. Va ser-hi fins al final, el 2011. Durant un temps, va compaginar l'enregistrament d'aquesta sèrie amb Camera Café i amb el seu spin-off Fibrilando, que es va mantenir en televisió molt poc temps.

## Vida privada
Té un fill que es diu Marco, nascut el novembre de 2001, fruit de la relació amb l'actor Paco Morales.

## Trajectòria professional

### Cinema
| Pel·lícules | Pel·lícules                  | Pel·lícules         | Pel·lícules | Pel·lícules     |
| Any         | Títol                        | Director            | Personatge  | Rol             |
| ----------- | ---------------------------- | ------------------- | ----------- | --------------- |
| 1996        | Malena es un nombre de tango | Gerardo Herrero     | TBA         | Paper menor     |
| 2009        | Al final del camino          | Roberto Santiago    | Inma        | Paper principal |
| 2010        | Toy Story 3                  | Lee Unkrich         | Bonnie Hunt | Veu             |
| 2011        | El hombre de las mariposas   | Maxi Valero         | Silvia      | Paper principal |
| 2013        | Muertos de amor              | Mikel Aguirresarobe | Marta       | Paper principal |

### Sèries de televisió
| Sèries de televisió | Sèries de televisió                 | Sèries de televisió                         | Sèries de televisió | Sèries de televisió |
| Any                 | Títol                               | Personatge                                  | Cadena              | Notes               |
| ------------------- | ----------------------------------- | ------------------------------------------- | ------------------- | ------------------- |
| 1999                | Condenadas a entenderse             | TBA                                         | Antena 3            | 1 episodi           |
| 2000                | Compañeros                          | TBA                                         | Antena 3            | 1 episodi           |
| 2000                | Policías, en el corazón de la calle | TBA                                         | Antena 3            | 1 episodi           |
| 2004                | 7 vidas                             | Carla                                       | Telecinco           | 1 episodi           |
| 2005                | El auténtico Rodrigo Leal           | Bego                                        | Antena 3            | 4 episodis          |
| 2005                | Mis adorables vecinos               | Sra. de la casa                             | Antena 3            | 1 episodi           |
| 2005 - 2009         | Camera Café                         | Victoria de la Vega                         | Telecinco           | 530 episodis        |
| 2006 - 2007         | Yo soy Bea                          | Sandra de la Vega / Sonsoles Prieto Bergalá | Telecinco           | 338 episodis        |
| 2008 - 2011         | Física o Química                    | Olimpia Díaz Centeno                        | Antena 3            | 77 episodis         |
| 2009 - 2010         | Fibrilando                          | Dra. Victoria de la Vega                    | Telecinco           | 9 episodis          |
| 2013                | El tiempo entre costuras            | Berta Sterling                              | Antena 3            | 1 episodi           |
| 2014 - 2015         | Amar es para siempre                | Juana Santiesteban                          | Antena 3            | 91 episodis         |
| 2016                | Web Therapy                         | Cristina Riveros                            | #0                  | 1 episodi           |
| 2016                | Olmos y Robles                      | Valeria Lasparri                            | La 1                | 1 episodi           |
| 2016 - 2018         | Paquita Sales                       | Violeta Gil                                 | Netflix             | 2 episodis          |

### Programes de televisió
| Programes de televisió | Programes de televisió  | Programes de televisió | Programes de televisió |
| Any                    | Títol                   | Cadena                 | Notes                  |
| ---------------------- | ----------------------- | ---------------------- | ---------------------- |
| 2004 - 2005            | La central              | Antena 3               | Col·laboradora         |
| 2005 - 2006            | Nunca has roto un plato | Canal Cocina           | Presentadora           |
| 2010                   | Password                | Cuatro                 | Presentadora           |
| 2010 - 2011            | Caiga quien caiga       | Cuatro                 | Presentadora           |
| 2015                   | Insuperables            | TVE                    | Jurat                  |
| 2016 - 2017            | Likes                   | #0                     | Col·laboradora         |
| 2017                   | Fantastic Duo           | TVE                    | Comentarista           |
| 2018 - 2019            | Lo siguiente            | TVE                    | Col·laboradora         |
| 2019                   | La Resistencia          | #0                     | Entrevistada           |
| 2019                   | MasterChef Celebrity    | TVE                    | Concursant             |
| 2019                   | Mónica y el sexo        | Cuatro                 | Convidada              |
| 2019 - present         | Mi vida en serie        | Netflix                | Presentadora           |

## Premis

### Festival Internacional de TV i Cinema Històric Regne de Lleó
| Any  | Categoria          | Sèrie de TV      | Resultat   |
| ---- | ------------------ | ---------------- | ---------- |
| 2009 | Menció especial TV | Física o Química | Guanyadora |

### Festival de Cinema d'Alacant
| Any  | Categoria                             | Sèrie de TV                           | Resultat   |
| ---- | ------------------------------------- | ------------------------------------- | ---------- |
| 2011 | Premi ‘Unidos 8 de marzo’ del Grup Zu | Premi ‘Unidos 8 de marzo’ del Grup Zu | Guanyadora |

### Premis Kapital
| Any  | Categoria               | Sèrie de TV             | Resultat   |
| ---- | ----------------------- | ----------------------- | ---------- |
| 2014 | Millor actriu de teatre | El diario de Adán y Eva | Guanyadora |